# Тодде, Алессандра
Алессандра Тодде (итал. Alessandra Todde; род. 6 февраля 1969, Нуоро, Сардиния) — итальянский политик. Первая в истории женщина — президент автономной области Сардиния (с 2024 года).

## Биография
Родилась 6 февраля 1969 года в Нуоро на Сардинии. Изучала информатику в Пизанском университете, затем долго жила в США, Испании, Великобритании, Франции, Нидерландах, занимаясь вопросами технологии, энергетики, финансов и цифровой эволюции (в частности, основала и возглавила компанию Energeya, которую в 2015 году купила финансовая корпорация FIS Global). С 2018 года постоянно живёт в Италии. 
Занимала должность младшего статс-секретаря Министерства экономического развития во втором правительстве Конте с 16 сентября 2019 года по 13 февраля 2021 года и заместителя министра экономического развития — в правительстве Драги с 1 марта 2021 года по 22 октября 2022 года. В 2022 году избрана в Палату депутатов Италии от Движения пяти звёзд, вице-президентом которого была с 21 октября 2021 года по 11 декабря 2023 года.
25 февраля 2024 года во главе левоцентристской коалиции, основу которой составили Движение пяти звёзд, Демократическая партия и Альянс зелёных и левых, победила на региональных выборах на Сардинии с результатом 45,4 % голосов, опередив кандидата правоцентристской коалиции Паоло Труццу, которого поддержали 40 % избирателей.
20 марта 2024 года апелляционный суд Кальяри официально объявил Тодде победительницей выборов — получив 334 160 голосов, она опередила Труццу на 3061 бюллетень и формально вступила в должность, став первой в истории женщиной — президентом Сардинии.
3 января 2025 года Региональная коллегия избирательных гарантий апелляционного суда Кальяри вынесла решение о смещении Тодде с должности депутата регионального совета Сардинии из-за нарушений, допущенных ею при финансировании избирательной кампании 2024 года, а также, вследствие этого решения — об отстранении её от должности губернатора. Вопрос передан на рассмотрение регионального совета.
28 мая 2025 года первая гражданская секция суда общей юрисдикции Кальяри отклонила апелляцию Тодде и постановила, что решение вопроса об отстранении её от должности принадлежит только региональному совету. Также суд подтвердил, что для кандидата в президенты региона действуют правила отчётности, предусмотренные для кандидатов в депутаты регионального совета.